# Harris-Tweed

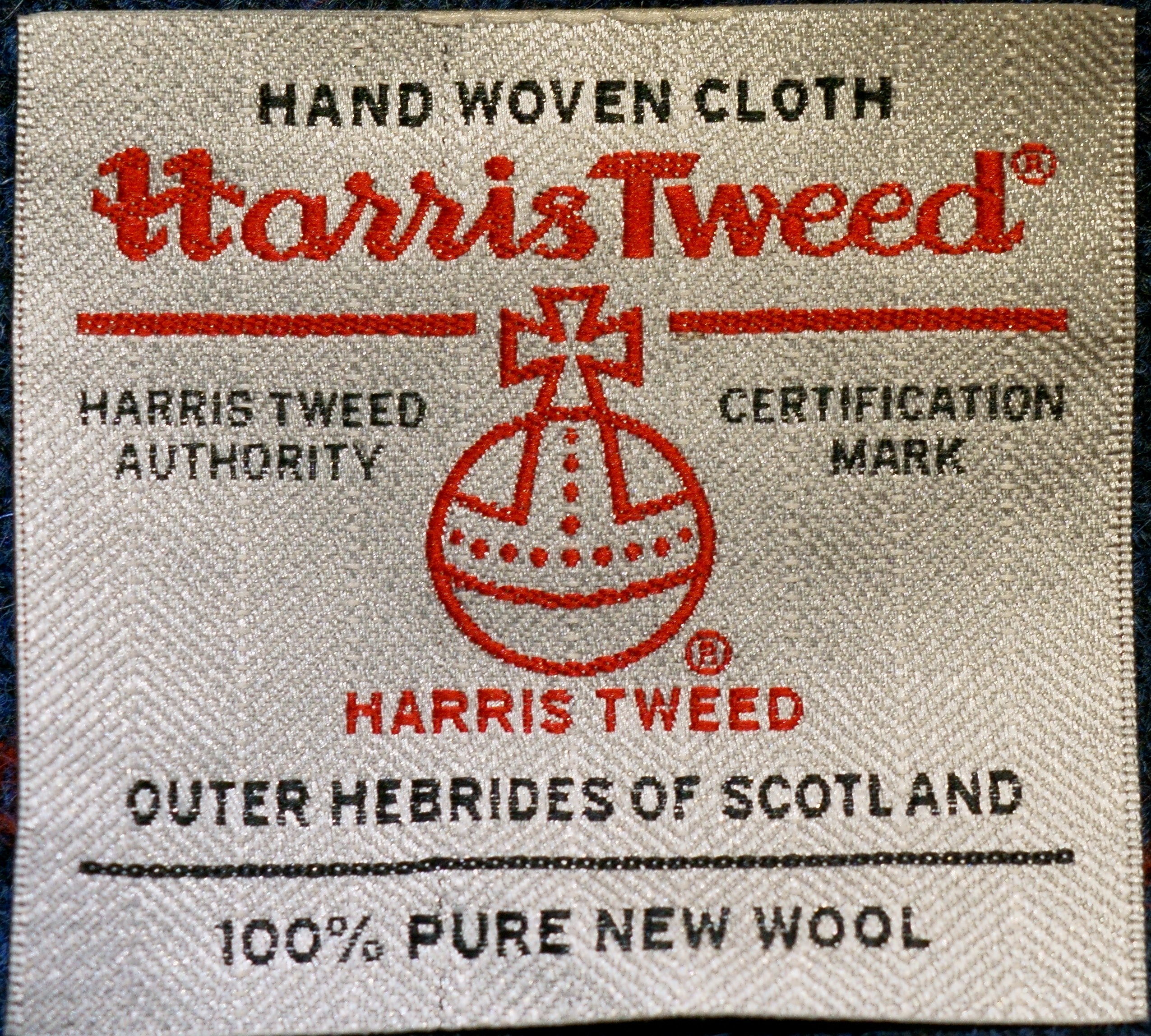
Etikett mit offiziellem Logo

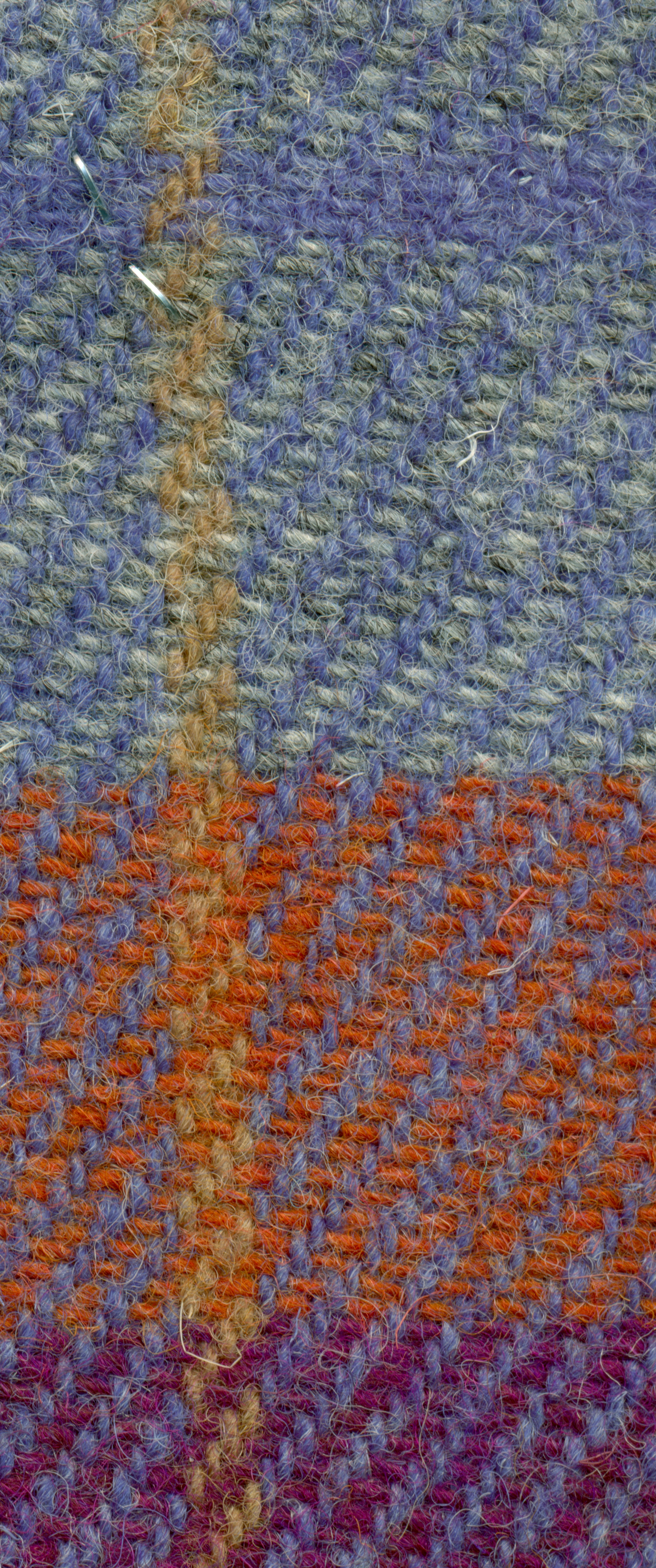
Stoffmuster

Harris-Tweed, englisch Harris Tweed, ist eine handgewebte Form des Tweeds. Unter der Bezeichnung Harris-Tweed darf laut Gesetz nur der auf den Äußeren Hebriden Schottlands gewebte Tweed gehandelt werden.

## Definition
Der Harris Tweed Act aus dem Jahre 1993 definiert Harris-Tweed wie folgt:

“Harris Tweed is cloth that has been handwoven by the islanders of Lewis, Harris, Uist and Barra in their homes, using pure virgin wool that has been dyed and spun in the Outer Hebrides.”

„Harris-Tweed ist ein von den Insulanern von Lewis, Harris, Uist und Barra in ihren Heimen handgewebter Stoff aus reiner Schurwolle, die auf den Äußeren Hebriden gefärbt und versponnen wurde.“

Jedes Kleidungsstück aus Harris-Tweed ist mit einem Echtheitsetikett ausgezeichnet, das das Markenzeichen des Harris-Tweed, den Orb, einen Reichsapfel, sowie häufig eine Seriennummer trägt.

## Geschichte

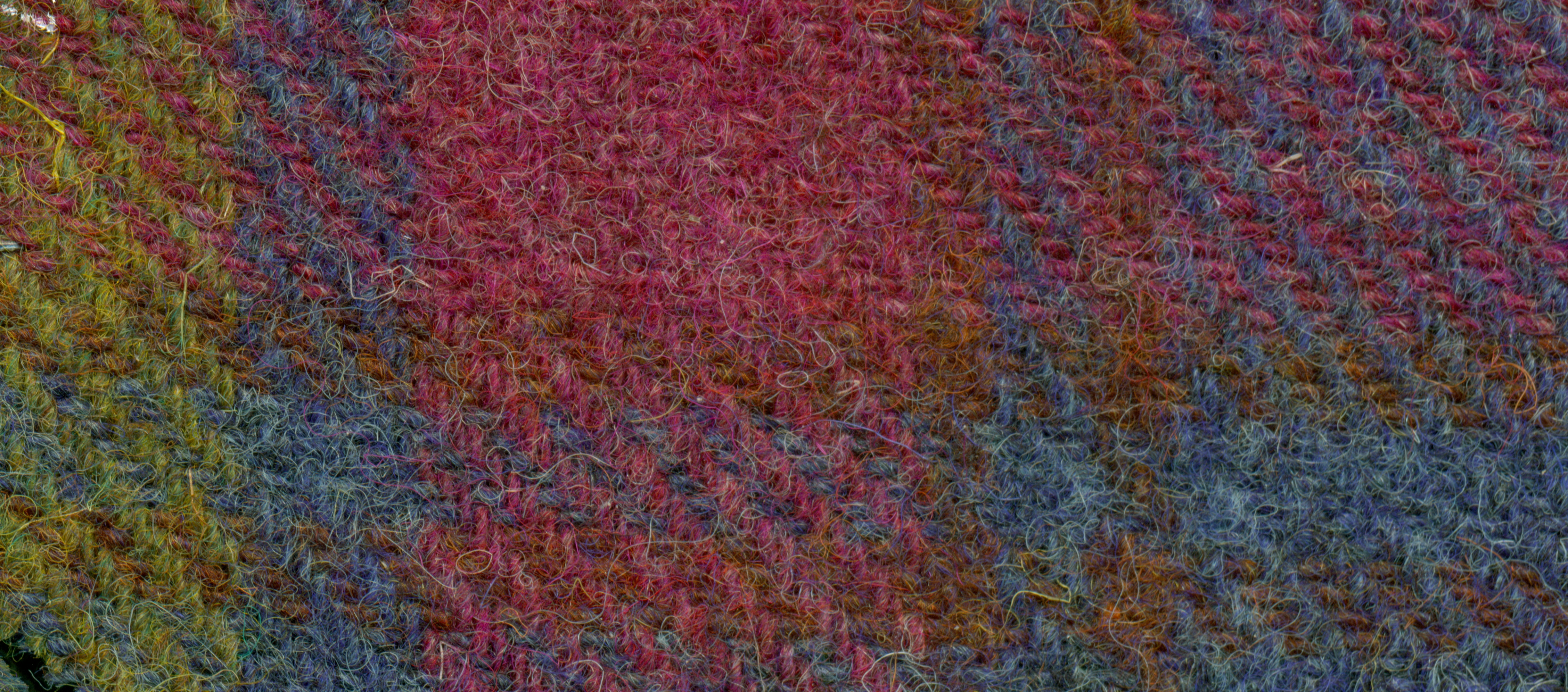
Stoffmuster

Tweed wurde seit Jahrhunderten in ganz Schottland hergestellt. Mit der industriellen Revolution wurde das Weben von Hand unwirtschaftlich, und Webmaschinen ersetzten den Webstuhl. Lediglich auf den abgelegenen Äußeren Hebriden, die damals schon für die Qualität ihres Tweeds bekannt waren, wurden manuelle Fertigungsmethoden beibehalten.
Die Tweedfertigung im industriellen Maßstab begann Ende des 19. Jahrhunderts und ist eng mit dem Namen von Catherine Murray, Countess of Dunmore (31. Oktober 1814 – 12. Februar 1886) und Witwe von Alexander Edward Murray, dem 6. Earl of Dunmore (1804–1845) verbunden, die ab 1846 begann, den Tweed durch Händler in England zu vermarkten. Mit dem Erfolg kamen immer mehr Nachahmerprodukte auf den Markt, die nicht die hohe Qualität erreichten, aber den Ruf zu beschädigen drohten.
Als das britische Parlament 1905 den Trade Marks Act verabschiedete, wurde im Jahr darauf die Harris Tweed Association Ltd. als zentrale Vermarktungs- und Kontrollinstanz gegründet. Harris-Tweed wurde 1910 als geschützte Marke anerkannt und führt seitdem den Orb and Maltese Cross als Erkennungszeichen. Seit 1911 wird der Stoff gestempelt.
Mit der Verabschiedung des Harris Tweed Act 1993 wurde die bisherige Definition von Harris-Tweed zu einem Gesetz. Die bisherige Harris Tweed Association Ltd. wurde zur heutigen Harris Tweed Authority und wacht über die Einhaltung des Gesetzes. Die Harris Tweed Authority hat ihren Sitz in Stornoway im Nordteil der Insel Lewis and Harris (Lewis) und nicht im südlichen Inselteil Harris.
Die Produktion von Harris-Tweed war seit Ende der 1960er Jahre rückläufig und führte zur Aufgabe vieler Betriebe. Zu Beginn der 1990er Jahre wurde ein neuer Webstuhl entwickelt. Die Umstellung von den alten Hattersley-Webstühlen auf die neueren, leichter laufenden und doppelt so breiten Webstühle von Bonas-Griffith geschah schrittweise. Die Webstühle haben Pedalantrieb, trotzdem gilt ein solcherart mit Muskelkraft hergestelltes Erzeugnis als handgewoben. Die neuen Webstühle sind produktiver und flexibler, es können entweder eine Bahn double oder zwei Bahnen single gleichzeitig gewebt werden. Durch die höhere Produktivität wurde auch der Stoff wieder konkurrenzfähiger.
Das gesamte Geschäft wird heute zum größten Teil über die letzten drei verbliebenen Mills abgewickelt. Seit etwa 2009 sind wieder eine stärkere Nachfrage und ein steigender Absatz von Harris Tweed zu verzeichnen.
- Harris Tweed Scotland war seit 2006 im Besitz von Brian Haggas bzw. der John Haggas Group. Dieses Unternehmen hat als einziges eine komplette Produktionslinie von der Stoffproduktion bis zum fertigen Sakko, die in Fernost genäht und im eigenen Online-Shop und über Einzelhändler europaweit verkauft werden. Die zugehörige Mill in Stornoway ist die älteste auf den Äußeren Hebriden und besteht seit 1906. Dieses Unternehmen produzierte zeitweise nur noch vier von den ungefähr 8000 Mustern und verlegte sich auf die Massenproduktion, jedoch gab es massive Absatzschwierigkeiten und zeitweise große Überbestände. Später wurden die Musterpalette wieder ausgeweitet und neue Produkte eingeführt. Im September 2019 wurde bekanntgegeben, dass Brian Haggas sich zur Ruhe setzt und das Unternehmen an den Manager der Mill abgegeben hat, um eine finanzielle Ausbeutung des Unternehmens durch "Geldgeier" zu verhindern.[4]
- The Carloway Mill ist ein unabhängiges Unternehmen zur Produktion und Vermarktung von Harris Tweed in Carloway. Es ist die kleinste der drei Mills. Das Unternehmen hat sich auf traditionelle Produktion und auf individuelle Stoffe nach Kundenwunsch verlegt. Seit 2016 wird ein Käufer gesucht. Die Carloway Mill ermöglicht Führungen für Touristen.
- Harris Tweed Hebrides eröffnete eine stillgelegte Mill in Shawbost im November 2007. Der Haupteigentümer dieses Unternehmens war Ian Taylor (1956 – 2020), ein schottischer Geschäftsmann, der zuvor in der Ölindustrie tätig war und der eine bedeutende Summe in die Modernisierung der Produktion steckte. Es ist die größte der drei Mills.

## Eigenschaften

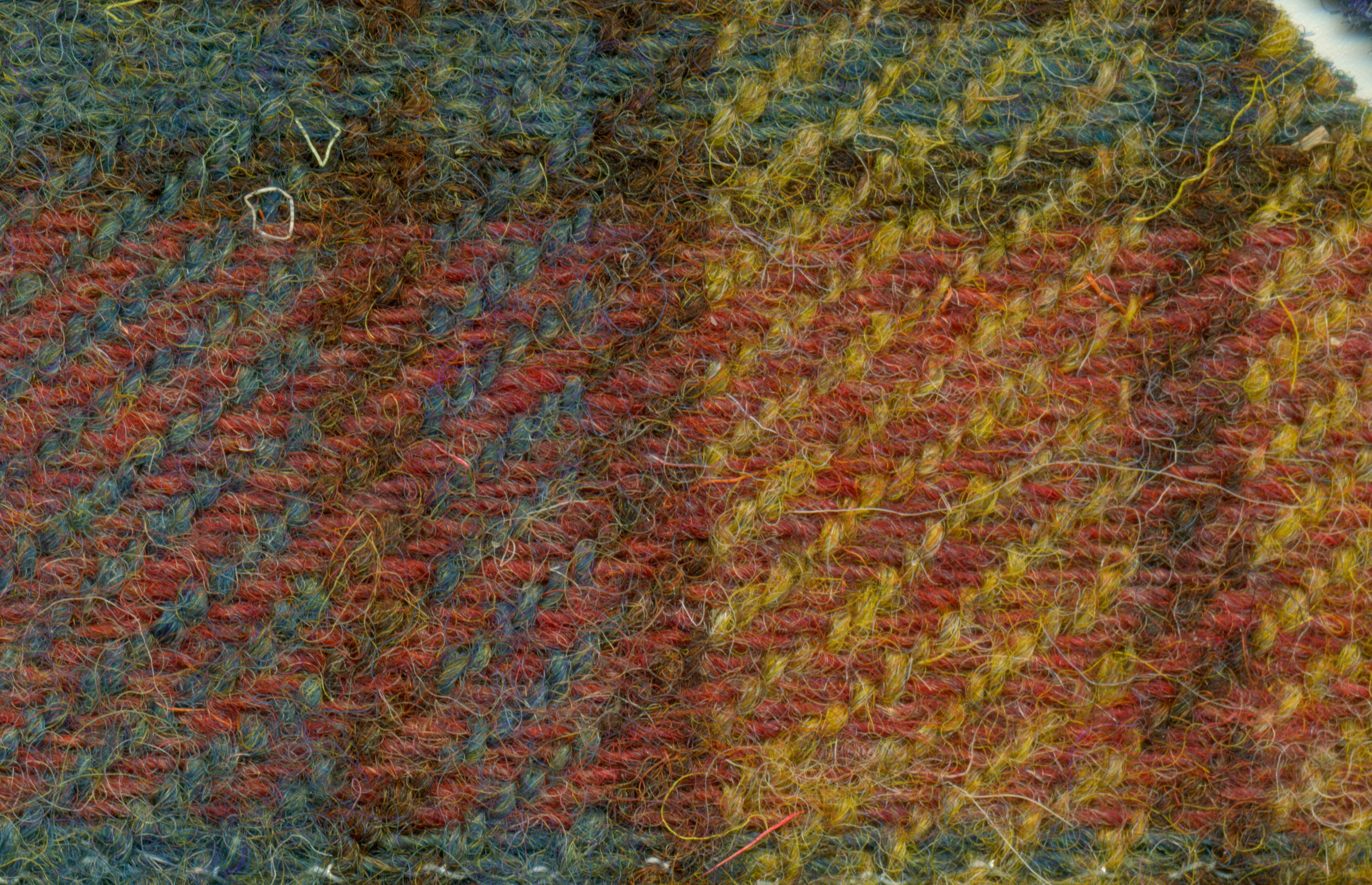
Stoffmuster

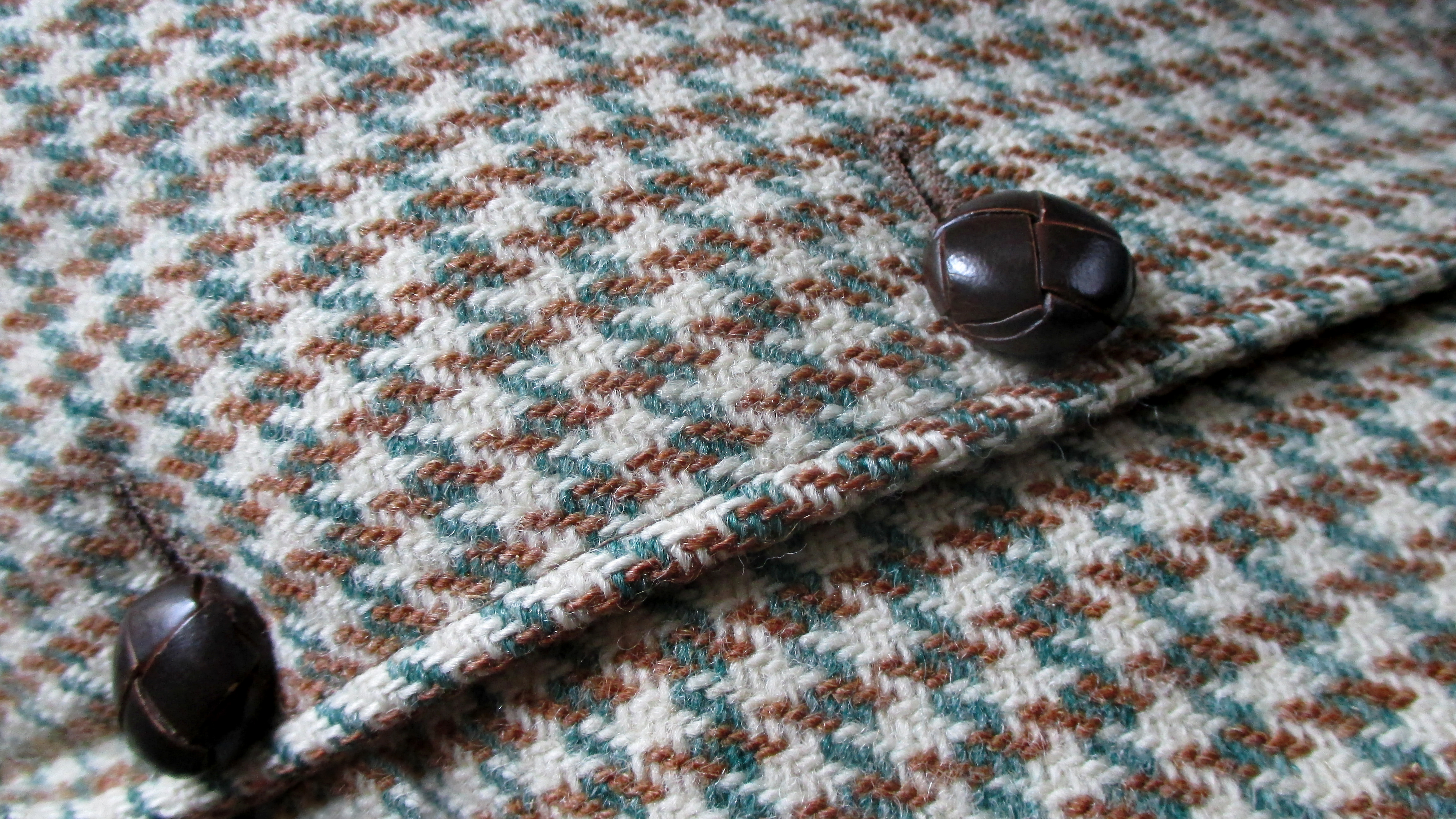
Harris Tweed Sakko – Ausschnitt mit Lederknöpfen

Im Gegensatz zu anderen Tweeds wird bei Harris-Tweed nicht das Garn gefärbt, sondern die Wollvliese (die nach der Schur noch zusammenhängenden flachen Wollstücke). Verarbeitet wird nicht nur Wolle von den äußeren Hebriden, sondern nach Bedarf auch eingekaufte Wolle anderer Herkunft. Es gibt ungefähr 30 Grundfarben, die in mehreren Weiterverarbeitungsbetrieben, den Mills, teilweise synthetisch gefärbt werden. Es gibt drei solcher Mills, die an der Produktion von Harris Tweed beteiligt sind. Die Schaf-Rassen Cheviot und Scottish Blackface liefern die Wolle.
Die gefärbten Vliese werden in bestimmten Verhältnissen maschinell zerteilt, gemischt und versponnen und ergeben bei der Weiterverarbeitung die entsprechenden Streichgarne. Die einzelnen Garne weisen eine Mischung von Fasern aus bis zu neun verschiedenen Farben auf. Anschließend werden die Garne an die Webereien abgegeben, zusammen mit den Informationen über die Webmuster, wo sie ausschließlich von Hand gewoben werden. Ein Weber produziert etwa 80 bis 100 Meter Stoffbahn in einer Woche. Nach dem Weben kommt die Ware zu einer der Mills, wo die Bahnen gewalkt, gewaschen, mit Dampf geglättet, getrocknet und auf Fehler kontrolliert und gegebenenfalls gestopft werden. Im Abschluss bekommt der Stoff einen Stempel zur eindeutigen Kennzeichnung als Harris-Tweed. Die Mills kümmern sich um die Vermarktung der Tweeds, die Weber können aber ihre Produkte auch selbst vermarkten und dabei die Dienste der Mills gegen Bezahlung in Anspruch nehmen.
Tuche und Garne mit anderen Fasern als Wolle können zwar von den Webern produziert und von den Mills verarbeitet werden, dürfen aber in diesen Fällen nicht als Harris-Tweed vermarktet werden. Es gibt tausende verschiedener Tweeds und Designs, außerdem können Kunden ihre eigenen exklusiven Garne oder Tweeds nach eigenem Wunsch fertigen lassen. Die typischen Webemuster werden grob eingeteilt in Checks & Tartans, Plain, Herringbone, Houndstooth, Barleycorn und Kaona. Herringbone und Houndstooth gibt es auch mit Overcheck, also einem zusätzlichen übergelagerten weiten dezenten Karomuster in kontrastierenden Farben über dem kleinteiligen Fischgrät- oder Hahnentrittmuster. Bei Plain mit einem Overcheck spricht man stattdessen von einem Window-Check (Fensterkaro), Kaona sind Stoffe mit bunten Streifenmustern. Angeboten werden die Tuche als single width mit einer Breite von 75 und double width mit einer Breite von 150 Zentimeter. Single war bis in die 1990er Jahre hinein allgemein üblich, heute ist double verbreiteter.
Tweed diente seit alters her dazu, den wechselhaften schottischen Wetterbedingungen mit viel Wind und Niederschlägen zu trotzen und musste dazu noch alltagstauglich sein. Diese Eigenschaften hat auch Harris-Tweed geerbt. Die fertigen Tuche sind langlebig, knitterfrei, robust und widerstandsfähig, atmungsaktiv, wind- und wasserabweisend und wegen der wärmenden Eigenschaften für Bekleidung im Außenbereich bei kaltem, rauem Wetter gedacht. Typische Stoffgewichte sind um die 500 Gramm pro Quadratmeter. Sakkos aus Harris Tweed sind traditionell Einreiher. Ein Sakko aus Harris-Tweed mit einem Schal kann in vielen Fällen auch ohne Mantel schon ausreichend Schutz in der kalten Jahreszeit bieten. Durch die vielfältigen Farben in den Garnen sind Pferde- oder Tierhaare auf entsprechend gefärbten Tweeds nahezu unsichtbar, was diese Stoffe für Reiter, Hundehalter und Jäger attraktiv macht. Jäger schätzen außerdem die Anpassungsfähigkeit der Tweedstoffe und Webemuster an die Erdfarben und die Farben der Natur. Neue Einsatzmöglichkeiten ergaben sich als Möbelbezugsstoff, für Taschen, Schuhe und Accessoires, wo die robuste Qualität gebraucht wird.
Harris-Tweed wird auf vielfältige Weise sowohl auf den Inseln als auch außerhalb weiterverarbeitet. Ein Bekleidungsstück aus Harris-Tweed kann außer dem Echtheitslabel weitere Labels aufweisen, die über den Designer der Garne und Stoffe, den Designer des Kleidungsstücks, den Weber, den Schneider, den Verarbeitungsbetrieb oder Markennamen Auskunft geben. Harris Tweed fühlt sich direkt nach dem Produktionsprozess oft rau und hart an und wird erst durch Gebrauch "gebrochen", dadurch wird das Gewebe wieder weicher und komfortabler.

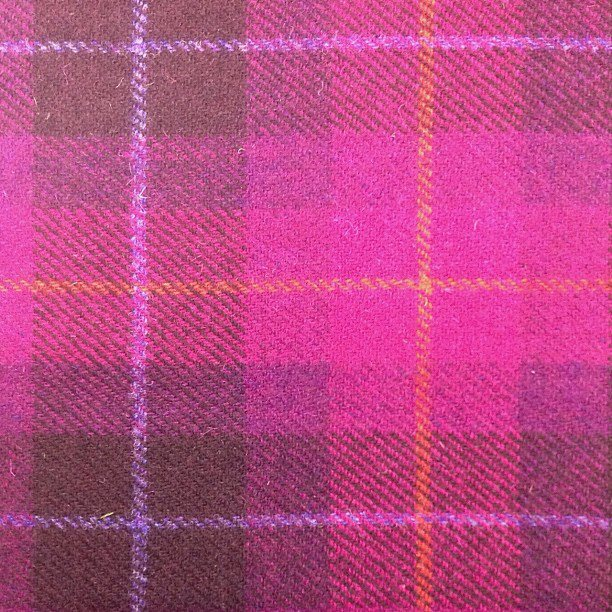
Decke aus Harris-Tweed
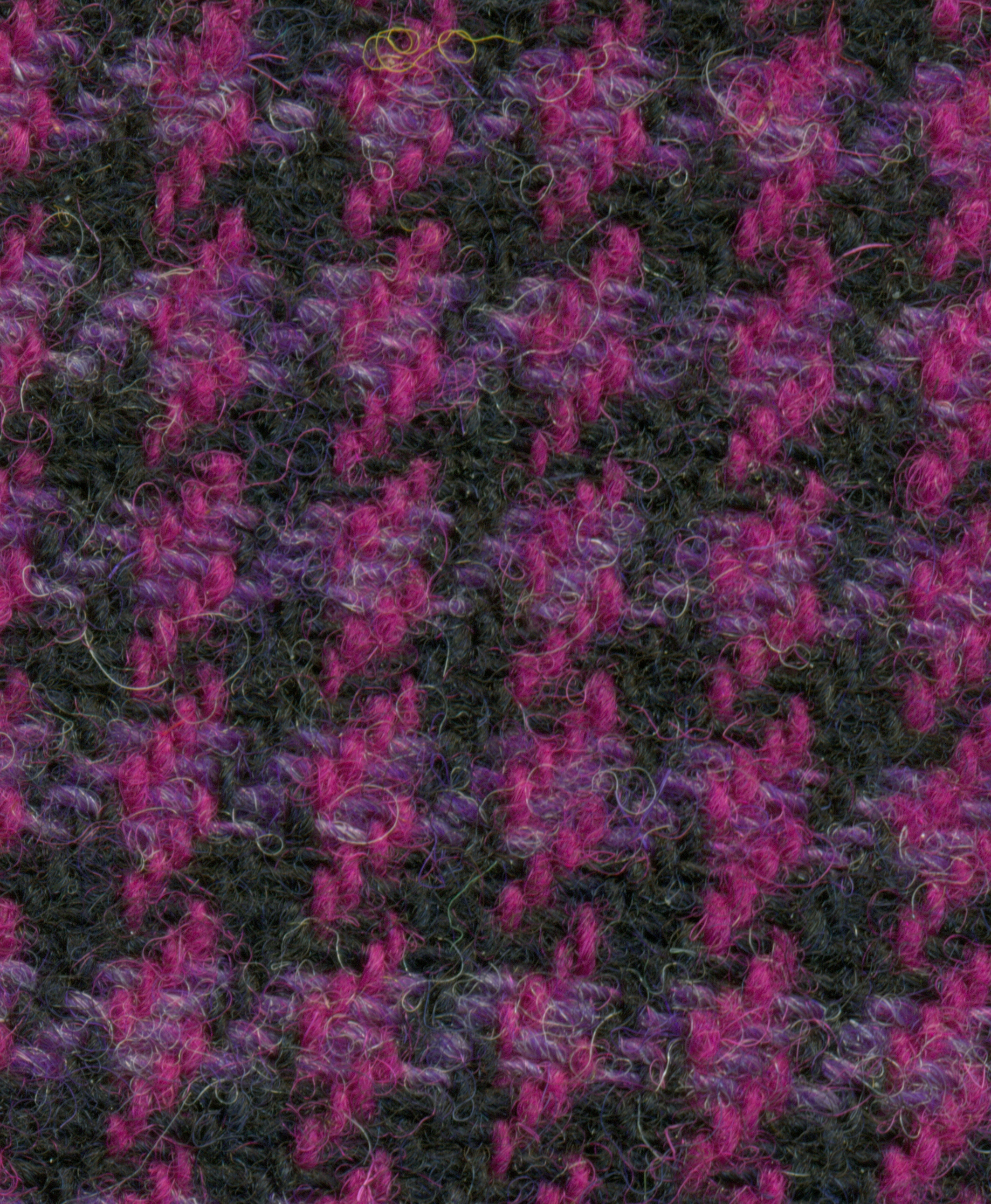
Hahnentrittmuster – Houndstooth
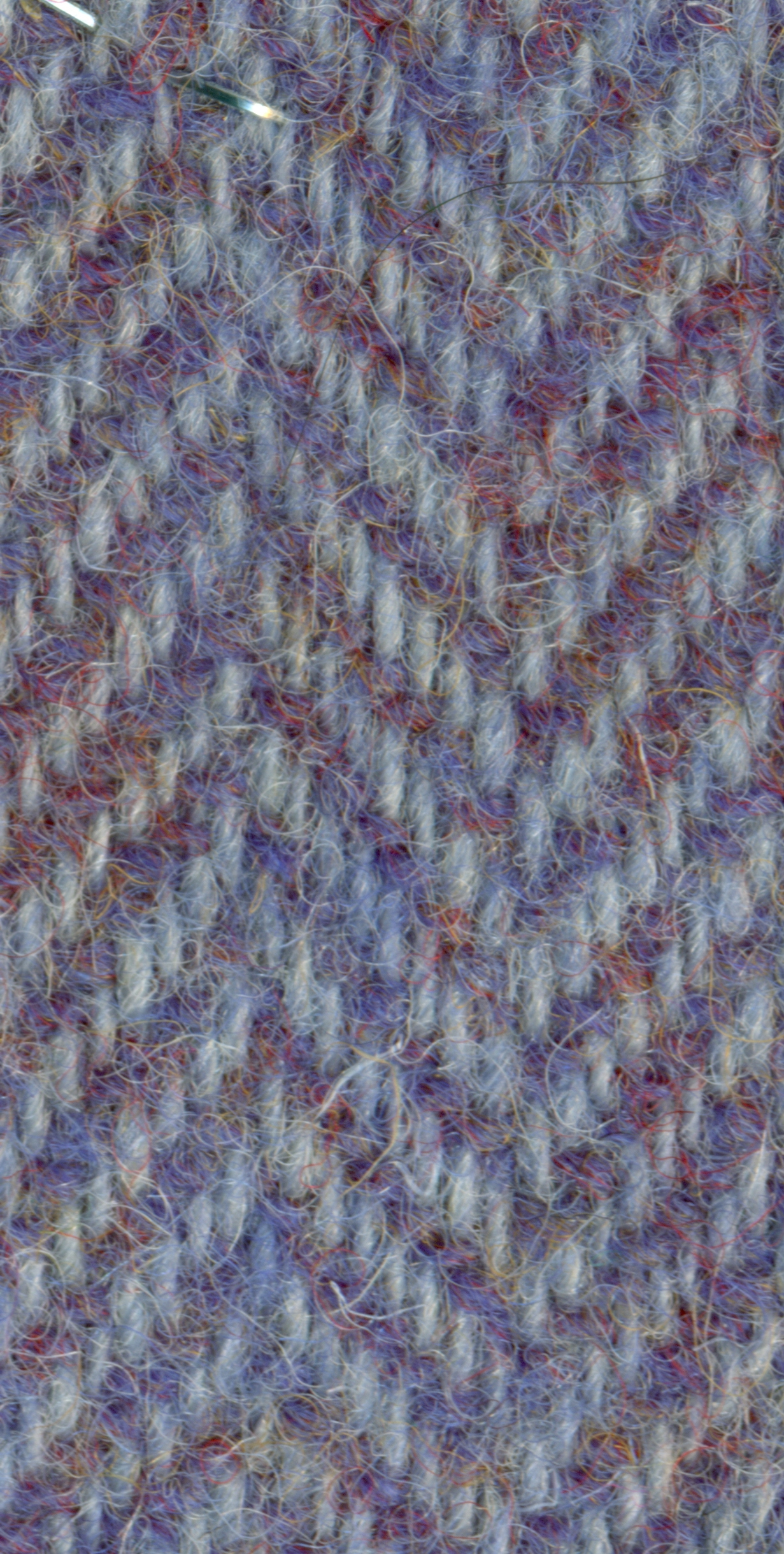
Fischgrätmuster – Herringbone
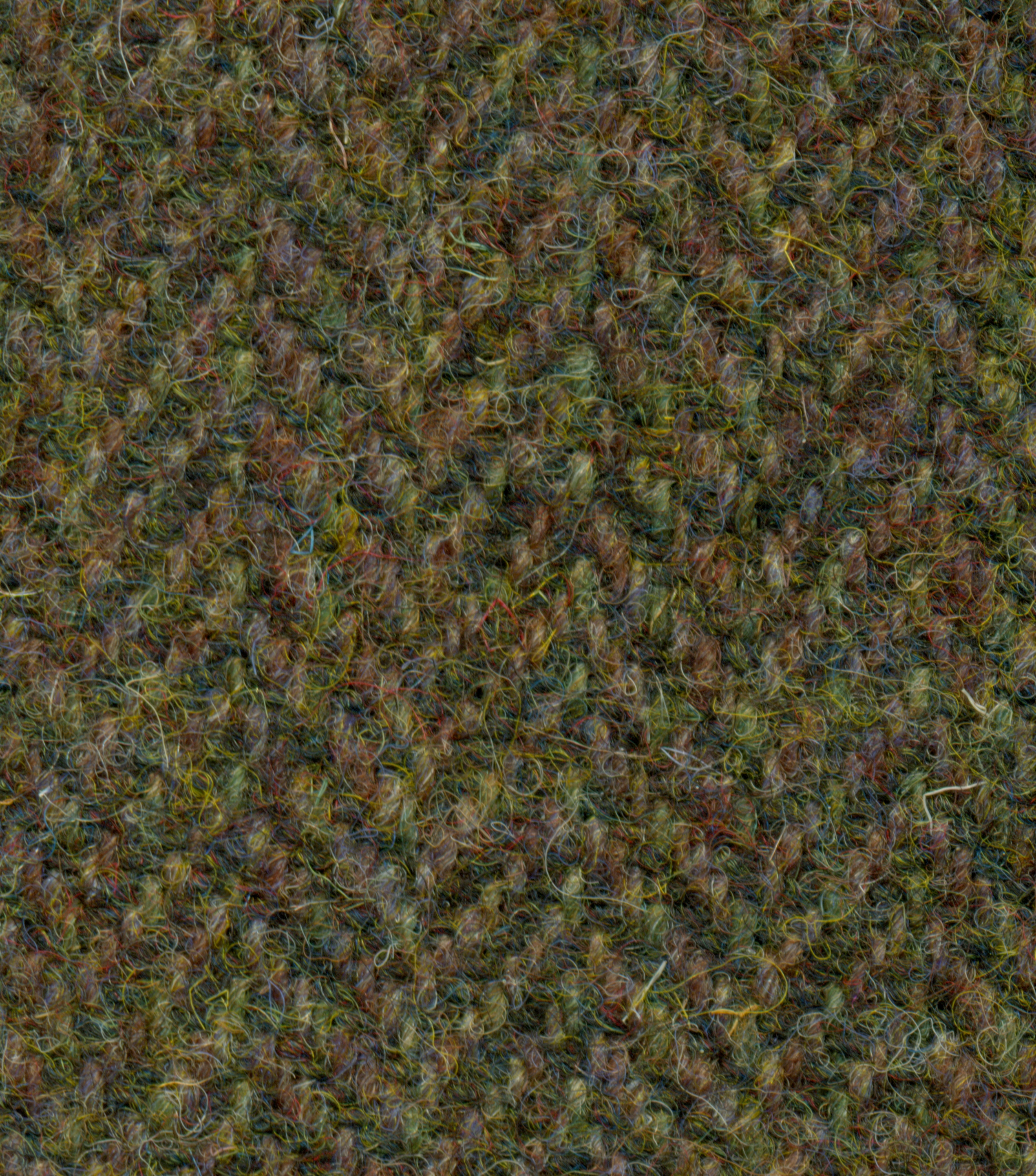
Fischgrät
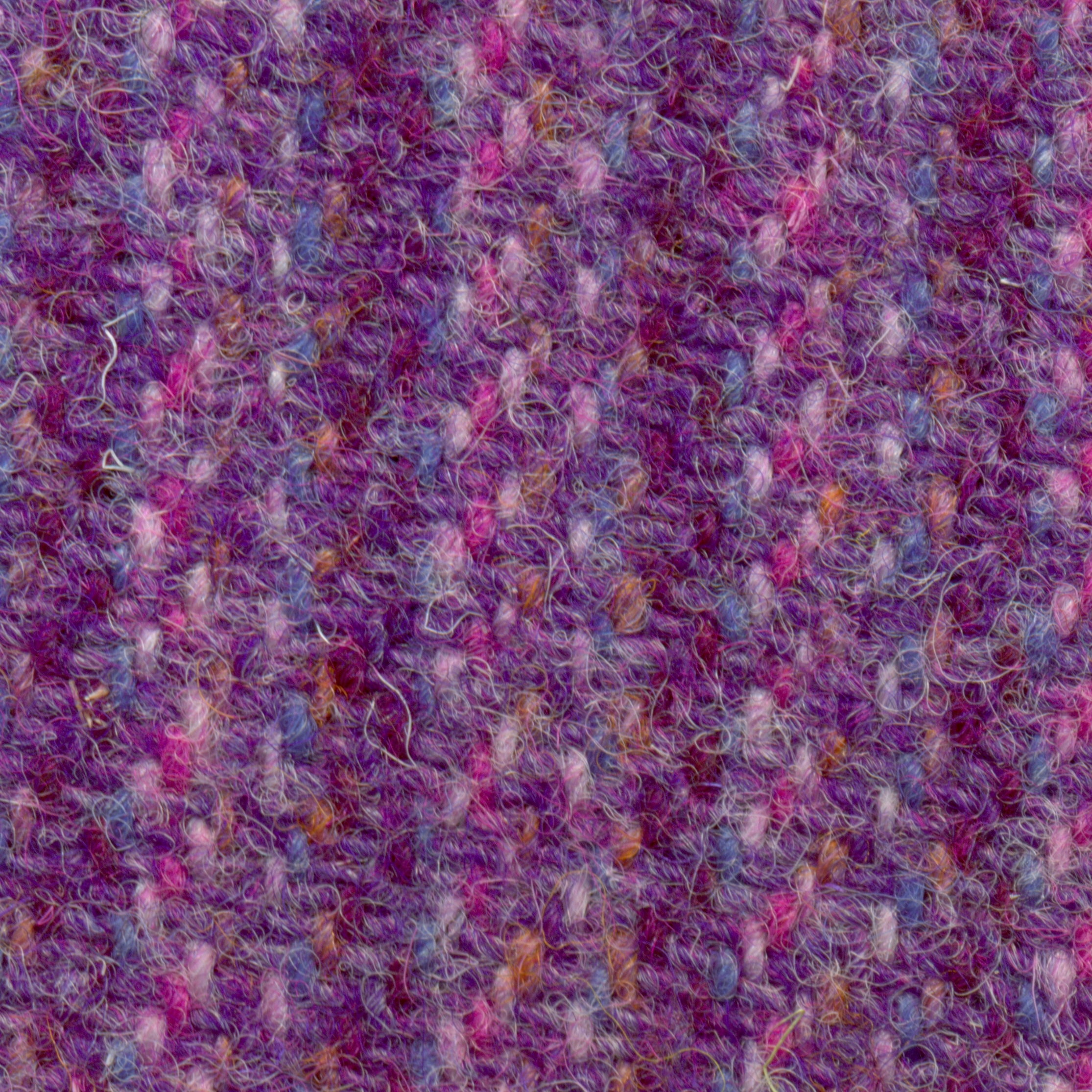
Streifenmuster – Kaona
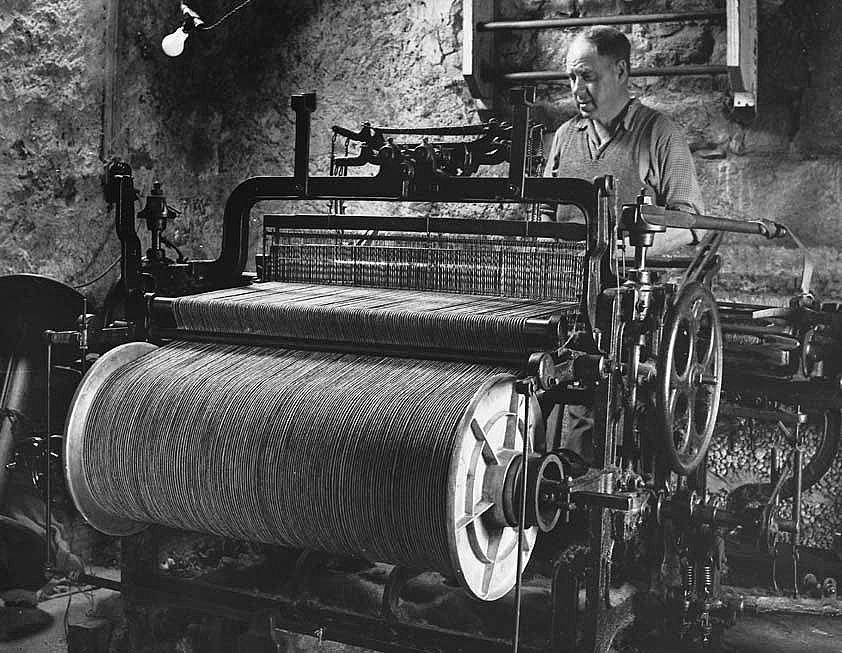
Harris-Tweed-Weber am Hattersley Webstuhl (ca. 1960)
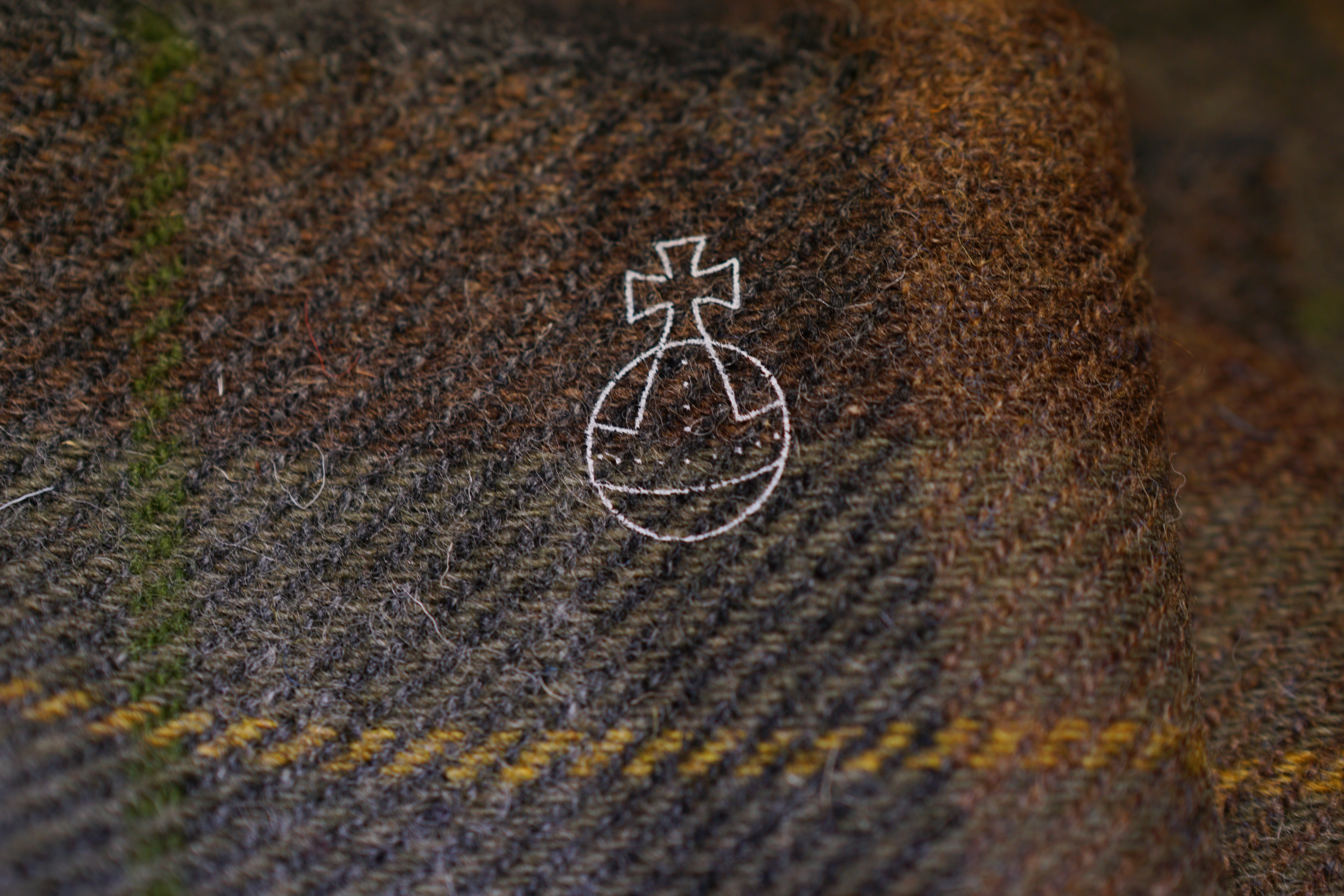
Harris Tweed mit Stempel